# انتشار غازي

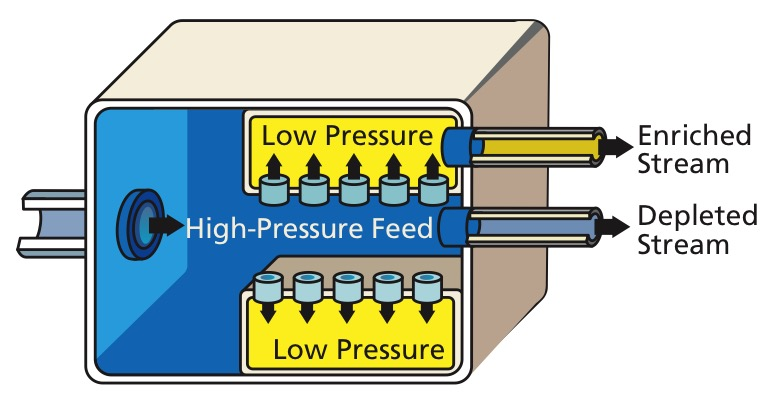

الانتشار الغازي عبارة عن تقنية تستخدم لإنتاج اليورانيوم المخصّب عن طريق إجبار سداسي فلوريد اليورانيوم UF6 على العبور خلال غشاء نصف نفوذ. هذه العملية تؤدي إلى إجراء عملية فصل بين الجزيئات الحاوية على اليورانيوم-235 235U و اليورانيوم-238 238U. كانت هذه العملية أول طريقة للحصول على اليورانيوم المخصب على مستوى صناعي.
طوّرت هذه الطريقة من قبل فرانسيس سيمون Francis Simon و نيكولاس كورتي Nicholas Kurti في مختبر كلاريندون في المملكة المتحدة عام 1940. نقلت هذه التقنية إلى الولايات المتحدة الأمريكية وأصبحت جزء من مشروع مانهاتن.
يعتمد مبدأ الانتشار الغازي على قانون غراهام والذي ينص على أن تدفق الغازات يتناسب عكساً مع الجذر التربيعي للكتلة المولية للغاز. على سبيل المثال، في حجرة مزودة بغشاء نصف نفوذ وحاوية على مزيج من غازين، فإن الغاز الأخف سيتدفق عبر الغشاء خارجاً من الوعاء بسرعة أكبر من الجزيء الأثقل.

## تخصيب اليورانيوم
هناك نظيرين مشعّين لليورانيوم، 235U و 238U وهما متشابهان في كثير من الأمور باستثناء أن يورانيوم-235 عبارة عن مادة انشطارية، وهي المادة الوححيدة المتوفرة في الطبيعة ولها هذه الخواص. لكن اليورانيوم في الطبيعة يحوي فقط 0.72% وزناً من 235U، ويجب أن تصل نسبته إلى 2–5% ليصبح من الممكن استخدامه في التفاعل النووي المستمر اللازم للقنبلة النووية.
إن سداسي فوريد اليورانيوم UF6 هو المركب الوحيد لليورانيوم الذي له تطايرية كافية ليستعمل في الانتشار الغازي من أجل فصل نظائر اليورانيوم عن بعضها. لحسن الحظ فإن الفلور يتألف من نظير وحيد وهو 19F، بالتالي فإن الفرق الذي مقداره 1% بين الوزن الجزيئي لمركبي 235UF6 و 238UF6 هو نتيجة لفرق الوزن بين نظيري اليورانيوم فقط. على هذا الأساس فإن هذا المركب كان الخيار الوحيد كمادة أولية لعملية الفصل.
بتطبيق قانون غراهام على سداسي فلوريد الليورانيوم:
{\displaystyle {{\mbox{Rate}}_{1} \over {\mbox{Rate}}_{2}}={\sqrt {M_{2} \over M_{1}}}={\sqrt {352.041206 \over 349.034348}}=1.004298...}
حيث:
Rate1 معدل تدفق 235UF6.
Rate2 معدل تدفق 238UF6.
M1 الكتلة المولية لـ 235UF6 = 235.043930 + 6 × 18.998403  = 349.034348 غ. مول−1
M2 الكتلة المولية لـ 238UF6 = 238.050788 + 6 × 18.998403  = 352.041206 غ.مول−1
بالتاي فإن هناك 0.4% فرق في سرعة تدفق جزيء 235UF6 عن جزيء 238UF6 مما يمكن من الفصل.